# Hela vägen
Denna artikel handlar om filmen "Hela vägen". För musikalbumet av Tomas Ledin, se Hela vägen (musikalbum).
Hela vägen, svensk-finsk dramafilm från 2004 av Aleksi Salmenperä. 

## Handling
Venla arbetar på en fertilitetsklinik. Hon längtar efter barn, men hennes pojkvän är steril. Det finns dock hjälp på hennes arbete där förrådet innehåller gott om sperma...

## Om filmen
Filmen är inspelad i Helsingfors, den hade premiär i Finland den 28 april 2004.
Den svenska premiären var den 26 november 2004, filmen är barntillåten.

## Rollista (urval)
- Minna Haapkylä - Venla
- Kari-Pekka Toivonen - Antero
- Dick Idman - Claes

## Utmärkelser
- 2004 - Stockholms filmfestival - FIPRESCI-priset: Aleksi Salmenperä
- 2005 - Jussi Awards - Jussi, bästa manus: Pekko Pesonen
- 2005 - Jussi Awards - Jussi, bästa kvinnliga biroll: Minttu Mustakallio